# 프레리뒤쥐
프레리뒤쥐(Sorex haydeni)는 캐나다 프레리와 미국 중서부에서 발견되는 작은 땃쥐류의 일종이다. 가면뒤쥐와 비슷하여, 이전에는 가면뒤쥐의 아종으로 간주했다.